# At Shiloh
At Shiloh è un cortometraggio muto del 1913. Il nome del regista non viene riportato.
Durante la guerra di secessione, la Battaglia di Shiloh (conosciuta anche come Battaglia di Pittsburg Landing) fu uno dei momenti di maggiore importanza della guerra che vedeva contrapposti confederati a unionisti. Combattuta tra il 6 e il 7 aprile 1862, vide l'attacco dei confederati contro l'esercito comandato da Ulysses S. Grant che era sul punto di invadere il Tennessee. La resistenza opposta dai nordisti vanificò la strategia dell'attacco. Sempre nel 1913, uscì nelle sale il 15 dicembre The Battle of Shiloh diretto da Joseph W. Smiley, un altro film che ricordava quel momento della storia americana.

## Produzione
Il film fu prodotto dalla Bison Motion Pictures (con il nome 101-Bison).

## Distribuzione
Distribuito dall'Universal Film Manufacturing Company, il film - un cortometraggio in due bobine - uscì nelle sale cinematografiche statunitensi il 5 luglio 1913.